# Paràbola del servent fidel
La paràbola sobre el servent fidel incita el cristià a seguir en la seva vida el camí de les virtuts cardinals i teologals.

## Text
Es troba a Mateu 24:42-51, Marc 13:34-37 i Lluc 12:35–48
35 »Estigueu a punt, amb el cos cenyit i els llums encesos. 36 Feu com els criats que esperen quan tornarà el seu amo de la festa de noces, per obrir la porta tan bon punt arribi i truqui. 37 Feliços aquells servents que l'amo, quan arribi, trobi vetllant! Us asseguro que se cenyirà, els farà seure a taula i es posarà a servir-los. 38 Feliços d'ells si ve a mitjanit o a la matinada i els troba vetllant així!
39 »Prou que ho compreneu: si l'amo de la casa hagués sabut a quina hora de la nit havia de venir el lladre, no hauria permès que li entressin a casa. 40 Estigueu a punt també vosaltres, perquè el Fill de l'home vindrà a l'hora menys pensada.

## Interpretació
El primer versicle resumeix ell sol aquesta paràbola : cal ser cast i seguir les virtuts. El llum fa eco a aquest versicle de Mateu, 5,16:
16 Que brilli igualment la vostra llum davant la gent; així veuran les vostres bones obres i glorificaran el vostre Pare del cel.
Cal doncs que creient esperi virtuosament la tornada del Redemptor, Jesucrist per tal d'accedir al regne del Cel. En aquesta paràbola el lladre representa la mort, segons el doctor de l'Església Gregori el Gran que l'explica a la seva homilia 13. Aquest successor al ministeri de l'apòstol Pere precisa al capítol 5 d'aquesta homilia, que cal saber fer penitència per a no morir condemnat.